# Ceracris fasciata
Ceracris fasciata är en insektsart som först beskrevs av Brunner von Wattenwyl 1893.  Ceracris fasciata ingår i släktet Ceracris och familjen gräshoppor. Inga underarter finns listade i Catalogue of Life.